# Зельфкант
Зельфкант (нем. Selfkant) — община в Германии, в земле Северный Рейн-Вестфалия на границе с Нидерландами. Располагаясь на 5° 55' восточной долготы, является самой западной точкой Германии.
Подчиняется административному округу Кёльн. Входит в состав района Хайнсберг.  Население составляет 10 245 человек (на 31 декабря 2010 года). из них ок 30,3% иностранцы, в основном нидерландцы. Занимает площадь 42,08 км².
Коммуна подразделяется на 16 сельских округов.